# Hard bop
Hard bop je druh jazzu, který rozšiřuje a navazuje na bebop. V hard bopu se dají vystopovat prvky R&B, gospelu a blues. Typickými nástroji pro tento žánr jsou saxofon a piáno. Vyvinul se v padesátých letech 20. století, kdy byly nejhranějšími žánry černošských hudebníků bebop a R&B. Byl zároveň i reakcí na vlnu cool jazzu (někdy označovanou jako west coast), jejž hráli ve větší míře bílí hudebníci. Zjednodušeně by se dalo říct, že cool jazz vnáší do jazzu evropské vlivy, kdežto hard bop čerpá spíše z gospelu a afrických hudebních kořenů.
V roce 1954 vystupoval Miles Davis na Newport Jazz Festivalu, kdy před titulní písní z alba Walkin’ ohlásil zrod nového jazzového stylu. O rok později už dal Davis dohromady svůj první velký kvintet, v němž hrál i John Coltrane. Miles Davis byl ovšem jazzovým chameleónem, zanedlouho už se přesunul k jinému jazzovému stylu. Jiné zdroje ovšem přisuzují definici stylu dvěma živým albům The Night at Birdland, které pro Blue Note natočil pár měsíců před Milesovým vystoupením na Newportském festivalu bubeník Art Blakey s pianistou Horacem Silverem a trumpetistou Cliffordem Brownem. Každý z nich by mohli být leader hardbopového hnutí spolu s Davisem. Blakey a Silver pak založili The Jazz Messengers, i když Silver odešel v roce 1956, aby mohl dát dohromady svoje vlastní hardbopové ansámbly. Vedle toho Clifford Brown založil společně s bubeníkem Maxem Roachem Brown-Roach Quintet.
Hard bop dosáhl největší popularity v padesátých a šedesátých letech dvacátého století. Ovšem hardbopoví hudebníci ani prvky tohoto směru na své popularitě neztrácí. Na začátku sedmdesátých let se z hard bopu vyvinul soul jazz.
Mezi hudebníky, kteří dotvářeli tento styl patří: Cannonball Adderley, Sonny Stitt, Jimmy Bruno, Donald Byrd, Sonny Clark, Lou Donaldson, Kenny Drew, Benny Golson, Dexter Gordon, Joe Henderson, Andrew Hill, Freddie Hubbard, Jackie McLean, Charles Mingus, Blue Mitchell, Hank Mobley, Johnny Griffin, Thelonious Monk, Lee Morgan a Sonny Rollins.